# Karl Matthias Ernst
Karl Matthias Ernst (né le 24 février 1758 à Mannheim, mort en 1830 dans la même ville) est un peintre, dessinateur et graveur allemand.

## Biographie
Karl Matthias Ernst est élève de l'académie de dessin de Mannheim (de) au début des années 1770, où il est l'élève du graveur Egid Verhelst et du peintre Franz Anton Leitenstorffer.
En raison de différends avec Verhelst, il interrompt sa formation à Mannheim au bout de trois ans et rejoint l'atelier du graveur Christian von Mechel à Bâle. Il y reste environ trois ans. Après un an à Yverdon et une escale dans la principauté de Montbéliard où il se fait connaître de la cour du duc Frédéric-Eugène de Wurtemberg, qui y réside alors, Ernst retourne à Mannheim. Il étudie alors pendant une année supplémentaire à l'académie de dessin et en 1782 remporte le prix annuel de la meilleure prestation.
En raison d'une mauvaise santé, Karl Matthias Ernst se rend dans la Hesse rhénane, près d'Alzey, pour se rétablir. Il entre en contact avec la cour de la Principauté de Nassau-Weilbourg à Kirchheimbolanden et y devient dessinateur de la cour fin 1783. Le peintre retourne dans sa ville natale de Mannheim, où il continue à travailler en tant qu'artiste et donne des cours.

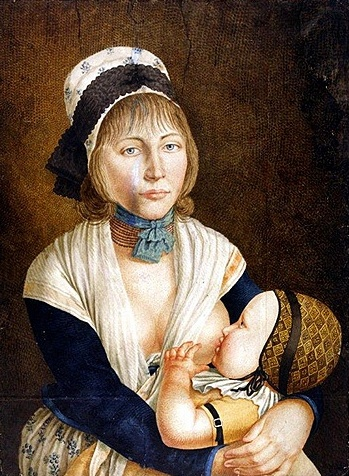
Portrait de Juliana Blasius, 1803.

En plus de nombreux tableaux, Ernst fournit des gravures spécialisées pour les travaux médicaux et produit des cartes. Il est célèbre pour ses portraits diffusés du capitaine voleur Johannes Bückler (Schinderhannes), de sa compagne Juliana Blasius et de personnes de leur environnement, tous présentés devant le tribunal de Mayence en 1802-1803. Au cours de l'audience principale, Karl Matthias Ernst réalise des portraits de Bückler et d'autres accusés au nom du président du tribunal Georg Friedrich Rebmann. Plusieurs gravures et tableaux à leurs effigies sont créés dans son atelier en 1803 et auraient été vendus en grand nombre comme copies à l'époque.